# Metaparagia maculata
Metaparagia maculata är en stekelart som först beskrevs av Meade-waldo 1910.  Metaparagia maculata ingår i släktet Metaparagia och familjen Masaridae. Inga underarter finns listade i Catalogue of Life.